# ラスト・モンスター
ラスト・モンスター(Rust monster)は、テーブルトークRPG『ダンジョンズ&ドラゴンズ』（D&D）に登場する架空の怪物である。鉄製品を含むあらゆる金属を錆び付かせ食べてしまうという習性から、まったく無害なモンスターであるにもかかわらず、すべての冒険者に嫌われている。

## 誕生
1970年代、D&D生みの親であるゲイリー・ガイギャックスはD&Dの前身となるミニチュアゲーム、『チェインメイル』の敵役として登場させる新しいモンスターを発案することに頭を悩ませていた。彼は発案自体はパルプ・フィクションやファンタジー小説から得ることができたが、ゲームの駒はダイムストア(日用雑貨店)で購入したオモチャを使っていた。ある日、店で見つけた“恐竜”と書かれた小さなプラスチック人形のセットが目に留まり、それを元にオウルベアやブレイなどのモンスターを発案した。その中に、プロペラ状の尻尾がついたロブスターのような怪物があり、ガイギャックスはプレイヤーキャラクター自体を攻撃する能力がない無害な存在ではあるが、その装備品に攻撃をする怪物というアイディアを盛り込んだ。

## 掲載の経緯

### D&D オリジナル版(1974-1976)
ラスト・モンスターが初めて登場したのはサプリメント『グレイホーク』である。そこでは「まったく無害だが、鉄製品を含む金属にとって災いの元」と紹介された。

### AD&D 第1版(1977-1988)
アドバンスト・ダンジョンズ&ドラゴンズ（AD&D）第1版では『Monster Manual』(1977、未訳)に登場。イラストでは囲っている外枠を錆び付かせて食べている。『ドラゴン』33号(1978年5月)にはマイケル・マックレイ(Michael McCrery)によるコラム“ラスト・モンスターとのインタビュー抜粋”が掲載されたが、内容は冒険の小話である。

モンスターのデータを記載したカード集、『Monster Cards series』(1984、未訳)では第4選に登場した。

『ドラゴン』88号(1984年8月)にはエド・グリーンウッドによる“ラスト・モンスターの生態”特集が組まれた。また、イギリスのAD&D情報誌『Imagine』22号(1985年1月)には“ラスト・ラット(Rust rat)”が登場した。

### D&D 第2版(1977-1999)
いわゆるクラシック・ダンジョンズ&ドラゴンズでラスト・モンスターは『Dungeons & Dragons Basic Set』(1977、81、84)、『Dungeons & Dragons Rules Cyclopedia』(1991)、『Classic Dungeons & Dragons GAME』(1994)のいずれにも登場している。日本では84年版が発売されている。

### AD&D 第2版(1989-1999)
AD&D 第2版では『Monstrous Compendium Volume 2』(1989、未訳)に登場し、『Monstrous Manual』(1993、未訳)に再掲載された。

### D&D 第3版(2000-2002)、D&D 第3.5版(2003-2007)
D&D第3版では『モンスターマニュアル』(2000)に登場し、3.5版でも改訂版『モンスターマニュアル』(2005)に登場した。『ドラゴン』346号(2006年8月)ではニコラス・ハドソン(Nicolas Hudson)、ニコラス・ローグ(Nicolas Logue)による“ラスト・モンスターの生態”特集が組まれ、無念の死を遂げた剣士の怨霊が宿り巨大化した強化版ラスト・モンスター、“オオ・アカサビ・サマ(O-Akasabi-Sama)”が登場した。

### D&D 第4版(2008-)
D&D第4版では、『モンスター・マニュアルⅡ』(2009)に以下の個体が登場している。
- ラスト・モンスター／Rust Monster
- ラスト・モンスターの幼体の大群／Young Rust Monster Swarm
- ドゥウェオマー・イーター／Dweomer Eater　※魔法のアイテムを狙う

また、同書では小欄にて“ラスト・モンスターの使い方”が掲載され、ラスト・モンスターの扱い方についてアドバイスしている。

### D&D 第5版(2014-)
D&D第5版では、『モンスター・マニュアル』(2014)に登場している。

## D&D以外のテーブルトークRPG

### パスファインダーRPG
D&D3.5版のシステムを継承するパスファインダーRPGにてラスト・モンスターは『ベスティアリィ』(2009)に登場している。モンスターの詳細を記したサプリメント、『Dungeon Denizens Revisited』(2009、未訳)にはラスト・モンスターも掲載されている。

### 迷宮キングダム
迷宮キングダムでは、ラスト・モンスターと映画『ラスト サムライ』(The Last Samurai)に引っかけた“ラスト・サムライ(Rust Samurai)”なるモンスターが登場する。このモンスターもアイテムを破壊する【刀の錆】なる特技を使う。外見はラスト・モンスターによく似たプロペラ状の尻尾がついた浪人風の侍である。

ラスト・サムライはかつて偉大なる皇帝“ラスト・エンペラー”に仕えていたが、“ラスト・ハルマゲドン”によって帝国が衰退した後、落ちぶれたラスト・サムライたちは故国の復興を信じて“ラスト・エグザイル”なる武者修行をしているというが、これらはラスト・サムライが語っていることであり、真偽は定かではない。

## ダンジョンズ&ドラゴンズ ミニチュアゲーム
ダンジョンズ&ドラゴンズ ミニチュアゲームでは2009年5月発売の“Dangerous Delves”セットに含まれている。

## マジック:ザ・ギャザリング
マジック:ザ・ギャザリングでD&D世界を扱った拡張セット、『フォーゴトン・レルム探訪』（2021年）にラスト・モンスターは赤カードのクリーチャーとして登場している。

## 肉体的特徴
平均的なラスト・モンスターの体長は約5フィート(約150cm)、体高は3フィート(約90cm)、体重は200ポンド(約90kg)ほどある。
4本足の甲虫みたいな外見をしており、背面はタンニンのごとき赤茶色をした分厚くこぶだらけの表皮で覆われている。腹部の色は黄褐色。頭部には目の下から長い触手(“アンテナ”と呼ばれている)が2本伸びている。尻尾の先は尾翼のような形状をしている。
ラスト・モンスターの外見はAD&D第2版の頃に変更がなされている。オリジナル版およびクラシックD&Dではモデルとなったプラスチック人形そのままの形態をしている。日本語版D&Dベーシックセットでは大アルマジロのような姿としている。第2版になると、全体のフォルムが甲虫の姿になり、尻尾のプロペラも尾翼状のものに変更されている。以降の版はこの第2版の形状を継承している。

## 生態
ラスト・モンスターは金属製品に身を固めたすべての戦士にとって悪夢のような存在である。
ラスト・モンスターは洞窟やダンジョンに棲息し、普段は岩石に含まれる微量な金属を吸い出して生活している。だが、精製された金属の臭いに敏感で、90フィート(約27m)先から嗅ぎつけてくる。金属の臭いを嗅ぎつけると一目散に突進し、2本の触手で攻撃をしてくる。この触手に触れた金属は、それが貴金属や魔法の金属であろうとも腐食してしまう。ラスト・モンスターは目の前に錆びた金属があると、食べることに集中してしまう。実の所、ラスト・モンスターはどの部位だろうとも接触すれば腐食するので、反撃はさらなる腐食を招く。貴金属よりは鉄や鋼を、またより大きな物体を好むので、盾などを撒き餌として注意を引きつけることができる。

ラスト・モンスターと行動を共にする他のモンスターは木製や石製の武器を用いる。
ラスト・モンスターがいつどのようにして誕生したのかは定かではない。一説には、チェイン・デヴィルに狙われた狂った魔法使いが創造したとか、あるいはある終末論者によれば文明の終末を告げる先触れだとか言われている。
餌が不足しているためか、ラスト・モンスターのつがいが一度に産む幼体の数は1〜2匹程度である。だが、鉱脈を嗅ぎ当てたラスト・モンスターは一度に数十匹の幼体を産むこともある。
ラスト・モンスターが魔法のアイテムを捕食した時、魔力の塊であるレシディウム(Residuum)が体内に蓄積される。大量のレシディウムを摂取したラスト・モンスターは肥大化し、味をしめて魔法のアイテムばかりを狙うようになる。こうした個体がドゥウェオマー・イーター(魔力喰らい)と呼ばれるようになる。ドゥウェオマー・イーターを倒すことによって、蓄積されたレシディウムを回収することができる。第4版『モンスター・マニュアルⅡ』の“ラスト・モンスターの使い方”欄ではレシディウムの回収によって装備品を失ったPCへの救済処置を勧める一方で、不要なマジック・アイテムをレシディウムに換えようとする悪用を防ぐべく、回収できるレシディウムの量を制限するよう勧めてもいる。
『Dungeon Denizens Revisited』には、ラスト・モンスターの触手を用いた“ラスト・モンスター・アンテナ・ウィップ”なる武器が紹介されている。この鞭は怪物同様に相手の装備品を錆び付かせる効果があり、28,000gpの価値がある。